# كريس أيفوري
كريس أيفوري (بالإنجليزية: Chris Ivory)‏ هو لاعب كرة قدم أمريكية أمريكي، ولد في 22 مارس 1988 في لونغفيو في الولايات المتحدة.

## وصلات خارجية
- كريس أيفوري على موقع مرجع كرة القدم المحترفة.كوم (الإنجليزية)